# Montagonum
Montagonum is een geslacht van kevers uit de familie van de loopkevers (Carabidae). De wetenschappelijke naam van het geslacht is voor het eerst geldig gepubliceerd in 1952 door Darlington.

## Soorten
Het geslacht Montagonum omvat de volgende soorten:
- Montagonum filiola Darlington, 1971
- Montagonum fugitum Darlington, 1971
- Montagonum nepos Darlington, 1971
- Montagonum pandum Darlington, 1971
- Montagonum sororcula Darlington, 1971
- Montagonum toxopeanum Darlington, 1952